# Karlsborg, Kalix kommun
Den här artikeln handlar om Karlsborg, Kalix kommun. För andra betydelser, se Karlsborg (olika betydelser).
Karlsborg är ett industrisamhälle i Kalix kommun, omkring 4 kilometer sydost om Risögrund och drygt 10 km från centrala Kalix. Fram till 2015 avgränsade SCB här en tätort. Från 2015 avgränsas istället i samma område tre småorter, Karlsborg, Vikmanholmen och Skoghem.
Postorten heter Karlsborgsverken för att skilja orten från Karlsborg i Västergötland.

## Befolkningsutveckling
| Befolkningsutvecklingen i Karlsborg 1950–2015                                 | Befolkningsutvecklingen i Karlsborg 1950–2015 | Befolkningsutvecklingen i Karlsborg 1950–2015 | Befolkningsutvecklingen i Karlsborg 1950–2015 | Befolkningsutvecklingen i Karlsborg 1950–2015 |
| ----------------------------------------------------------------------------- | --------------------------------------------- | --------------------------------------------- | --------------------------------------------- | --------------------------------------------- |
|                                                                               |                                               |                                               |                                               |                                               |
| År                                                                            |                                               |                                               | Folkmängd                                     | Areal (ha)                                    |
| 1950                                                                          | 1950                                          |                                               | 946                                           |                                               |
| 1960                                                                          | 1960                                          |                                               | 1 332                                         |                                               |
| 1965                                                                          | 1965                                          |                                               | 1 299                                         |                                               |
| 1970                                                                          | 1970                                          |                                               | 1 171                                         |                                               |
| 1975                                                                          | 1975                                          |                                               | 980                                           |                                               |
| 1980                                                                          | 1980                                          |                                               | 838                                           |                                               |
| 1990                                                                          | 1990                                          |                                               | 661                                           | 181                                           |
| 1995                                                                          | 1995                                          |                                               | 531                                           | 183                                           |
| 2000                                                                          | 2000                                          |                                               | 455                                           | 203                                           |
| 2005                                                                          | 2005                                          |                                               | 419                                           | 203                                           |
| 2010                                                                          | 2010                                          |                                               | 351                                           | 204                                           |
| 2015                                                                          | 2015                                          |                                               | 121                                           | 102#                                          |
| Anm.: Splittad mellan Karlsborg, Vikmanholmen och Skoghem 2015. # Som småort. |                                               |                                               |                                               |                                               |

| Befolkningsutvecklingen i Skoghem 2015–2015     | Befolkningsutvecklingen i Skoghem 2015–2015 | Befolkningsutvecklingen i Skoghem 2015–2015 | Befolkningsutvecklingen i Skoghem 2015–2015 | Befolkningsutvecklingen i Skoghem 2015–2015 |
| ----------------------------------------------- | ------------------------------------------- | ------------------------------------------- | ------------------------------------------- | ------------------------------------------- |
|                                                 |                                             |                                             |                                             |                                             |
| År                                              |                                             |                                             | Folkmängd                                   | Areal (ha)                                  |
| 2015                                            | 2015                                        |                                             | 113                                         | 19#                                         |
| Anm.: Utbruten ur Karlsborg 2015. # Som småort. |                                             |                                             |                                             |                                             |

## Samhället
I orten finns en gammal sjömanskyrka på Höganloft.Tidigare fanns det även ett utomhusbad med tempererade pooler, men efter diverse försök att få det att gå runt så stängdes badet.[källa behövs]

### Karlsborgs Folkets Hus
Ett Folkets hus bildades tidigt i Karlsborg vilket skedde i mars 1907. 1913 ville man utöka lokalen och skaffade sig timmer för att genomföra det. 1954 byggdes det nya Folkets hus, och det gamla revs sedan. 
År 2018 var ekonomin tuff för föreningen Karlsborgs byaförening Vånaborg som drev verksamheten, och man beslutade att sälja av fastigheten. En annan aktör driver sedan dess vidare huset.

## Näringsliv
Ortens främsta arbetsgivare är skogsindustriföretaget Billerud som tillverkar förpackningspapper och pappersmassa. Karlsborgs bruk har drygt 400 anställda.[källa behövs]

## Evenemang

### Skotercross
I april varje år håller bandyklubben en skotertävling på klubbens bandyplan som byggs om till en skoterbana. Arrangemanget är mycket välbesökt och besöks alltid av Sverige- och Europaeliten inom skotercrosskörning.

### Karlsborgsdagen
Karlsborgsdagen är ett arrangemang en gång om året sommartid, ett slags hemvändarfest med tipsrunda och andra aktiviteter.

## Idrott
Karlsborgs bandyklubb bildades 1976 och gick 1996 upp i Allsvenskan där klubbens lag spelade i tre säsonger. År 2022 lades klubben ned. 
I anslutning till den nu nedlagda skolan finns det en gymnastikhall centralt belägen i byn.